# NGC 6730
NGC 6730 је елиптична галаксија у сазвежђу Паун која се налази на NGC листи објеката дубоког неба.
Деклинација објекта је - 68° 54' 44" а ректасцензија 19h 7m 33,6s. Привидна величина (магнитуда) објекта NGC 6730 износи 11,3 а фотографска магнитуда 12,3. NGC 6730 је још познат и под ознакама ESO 72-9, SAO 254465 (6.8) 1.5' nf, PGC 62796.